# Rue des Fossés-Saint-Marcel
La rue des Fossés-Saint-Marcel est une voie située dans le quartier du Jardin-des-Plantes dans le 5e arrondissement de Paris.

## Situation et accès
La rue des Fossés-Saint-Marcel est desservie à proximité par la station de métro de la ligne 7 Les Gobelins et de la ligne 5 Saint Marcel.

## Origine du nom
Elle doit son nom aux fossés qui entouraient le bourg Saint-Marcel, sur l'emplacement desquels elle a été ouverte.

## Historique
Cette rue a été créée avant le XVIe siècle et a porté les noms de « rue de Fer », « rue d'Enfer », « rue des Hauts-Fossés-Saint-Marcel » en raison des fossés qui longeaient le boulevard Saint-Marcel. En 1867, sa portion située au sud du boulevard Saint-Marcel et rejoignant l'avenue des Gobelins est amputée et nommée « rue Le Brun » jusqu'à ce jour.

## Bâtiments remarquables et lieux de mémoire
- Cimetière de Clamart.